# Bad Bibra
Bad Bibra är en småstad och kurort i distriktet Burgenlandkreis i det tyska förbundslandet Sachsen-Anhalt. Staden ligger i södra delen av distriktet nära gränsen till Thüringen. Staden ingår i förvaltningsgemenskapen An der Finne tillsammans med kommunerna An der Poststraße, Eckartsberga, Finne, Finneland, Kaiserpfalz och Lanitz-Hassel-Tal.
Samhället grundades troligen under 400-talet. En urkund som talar om en borg i Bibraho skrevs 786. 963 stiftades ett kloster till Benediktinorden i orten. Under 1100-talet övertogs klostret av munkar som levde enligt Augustinus regel. 1124 blev Bibra köping (Marktflecken) med rättighet till marknader. Ortens utveckling försvagades av flera krigar som trettioåriga kriget eller sjuårskriget.
Omkring 1875 etablerades badanläggningar i Bibra och 1925 fick orten tillåtelse att kalla sig "Bad" (kurort). Denna status var tidvis hotad då vattnet inte alltid var tillräckligt rik på mineraler.

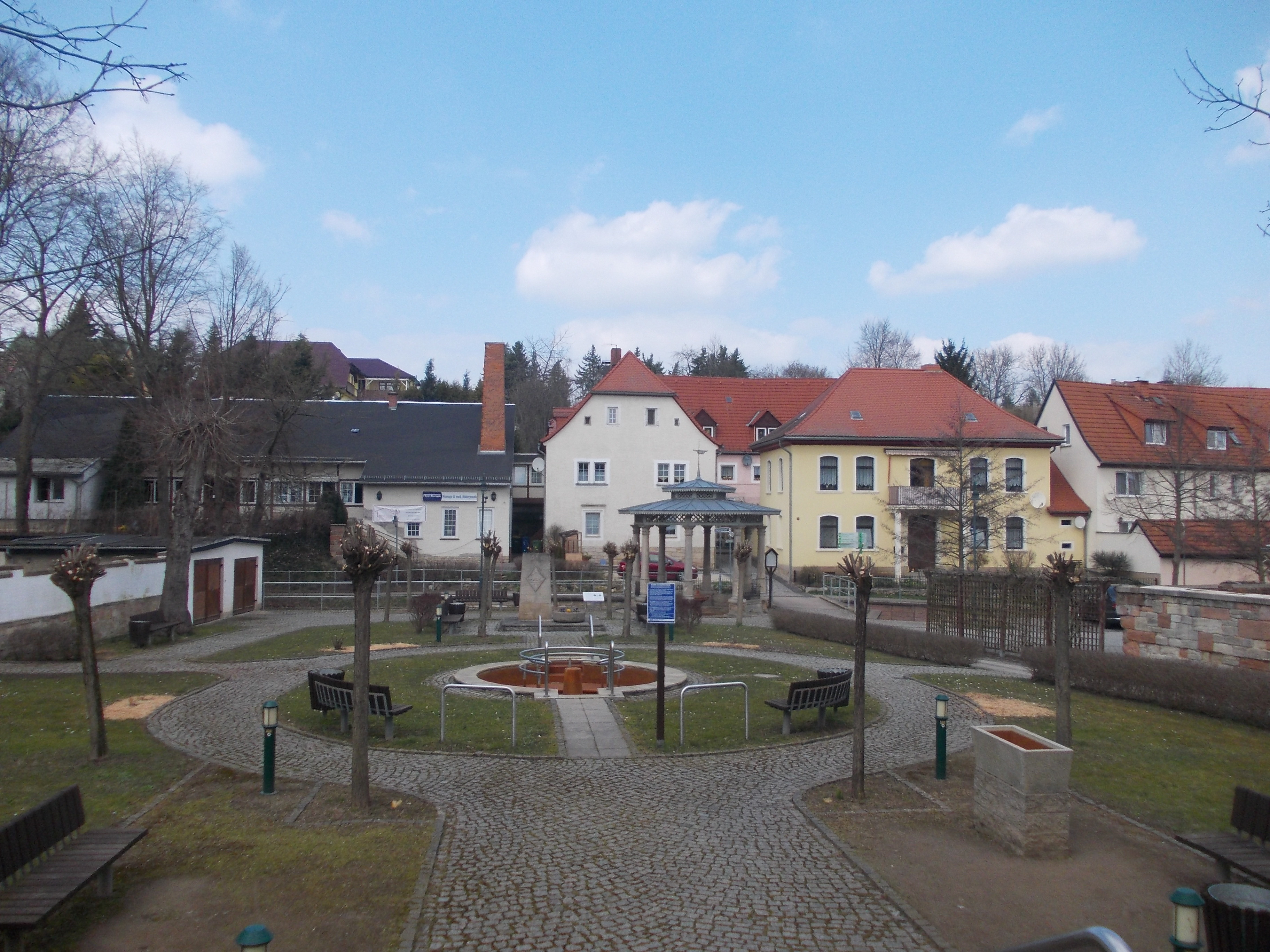
Torg i Bad Bibra med vattenbrunn
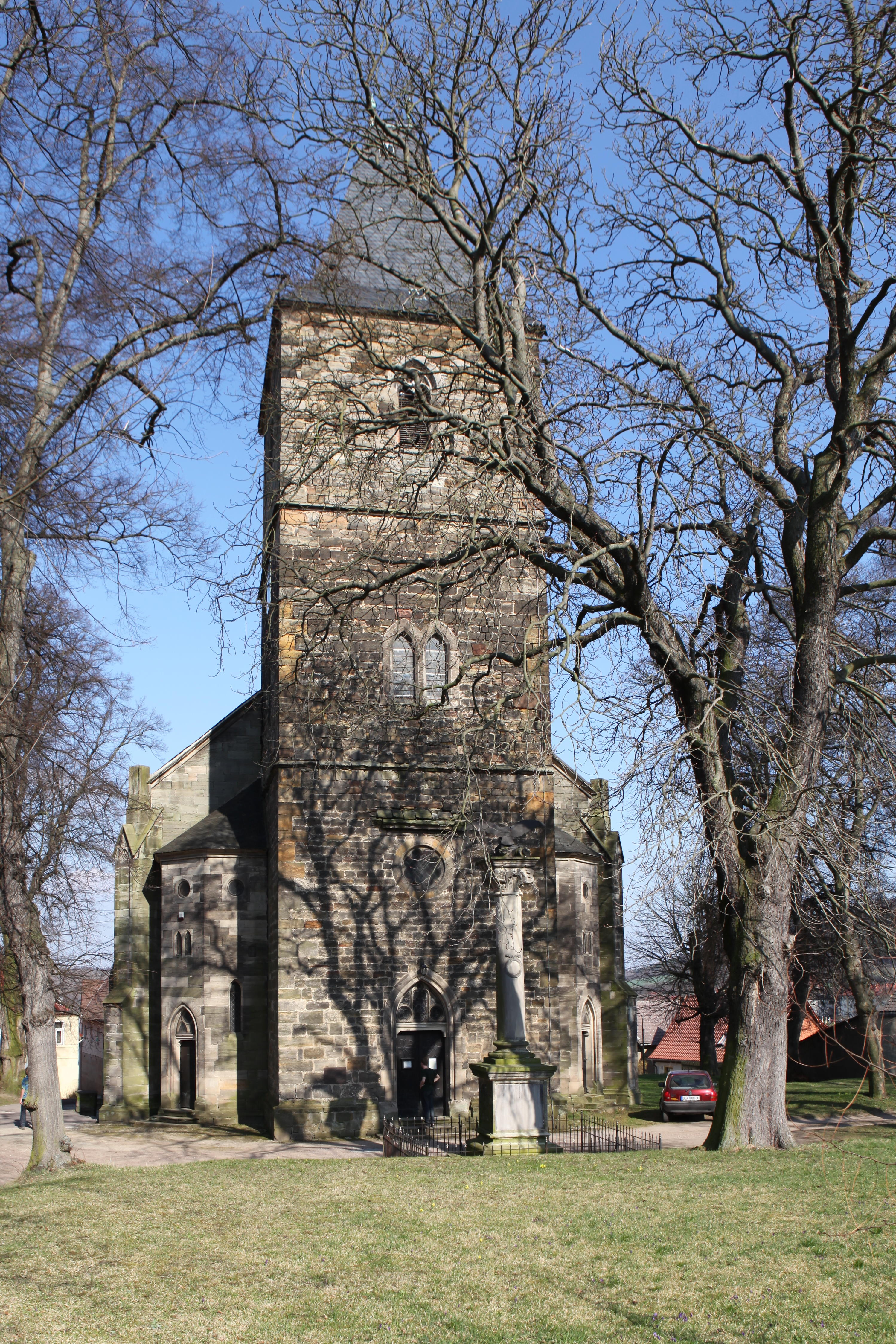
Kyrka i orten